# 현천고등학교
현천고등학교(玄泉高等學校)는 대한민국 강원특별자치도 횡성군 둔내면 현천리에 있는 공립 고등학교이다.

## 학교 연혁
- 2014년 4월 28일 : 공립 대안교육 특성화고등학교 지정
- 2014년 11월 7일 : 강원도립학교 설치 조례 개정 공포
- 2015년 2월 16일 : 제1대 현천고등학교 교장 발령(박경화 공모교장)
- 2015년 3월 2일 : 제1회 입학식(1학년 남,여 45명)
- 2015년 4월 30일 : 학교 건물 준공
- 2018년 1월 8일 : 제1회 졸업식(3학년 남,여 44명)
- 2023년 3월 1일 : 제3대 현천고등학교 교장 발령(손진근 공모교장)
- 2025년 1월 6일 : 제8회 졸업식(3학년 남, 여 39명)
- 2025년 3월 4일 : 제11회 입학식(1학년 남, 여 39명)

## 참고 자료
- 현천고등학교 - 한국교육학술정보원 학교알리미